# 矢吹香那
矢吹 香那（やぶき かな、5月18日 - ）は、日本のソングライター、編曲家。宮城県出身。香那、Kana名義でも活動。

## 人物
3歳からピアノを、10歳からトランペットを始める。東京音楽大学器楽科トランペット専攻に進学して上京、後に本格的に楽曲制作を開始した。アーティスト、アイドルグループ、アニメソングなど、幅広い分野の作詞・作曲を手掛ける。また、一部編曲も自身で行う他、自身が手掛けた楽曲のコーラスにも参加している。

## 提供作品

### ジャニーズ
- 稲垣吾郎（SMAP）
  - 愛や恋や（作詞・作曲）
- NEWS
  - Push On!（作曲）
- 少年隊
  - PLAYZONE'06 Change
    - 最後の仕事（共作曲） - 村山晋一郎との共作
- 山下智久（当時NEWS）
  - Let me（作曲）

### 男性アーティスト
- クリス・ハート
  - 続く道 with ゴスペラーズ（作曲・編曲）

### 女性アーティスト
- 青山テルマ
  - ママへ（共作詞・作曲） - 作詞は本人との共作
- 加賀美セイラ
  - 心にカラフル（作詞・作曲）
- 清浦夏実
  - 七色（作詞・作曲）
- Tina
  - Time goes by -I'll be there-（共作曲） - 成本智美・長部正和との共作
  - innamorato（作曲）
- FireLily
  - Eternal Story（作曲）　
  - Tears 〜あなたの涙になって〜（共作詞） - 本人との共作
- 福田沙紀
  - Snow Rain（作詞・作曲）
- 福原美穂
  - ドリーマー（作詞・作曲）
  - 絶え間なく（作詞・作曲）
  - 恋はリズム -Believe My Way-（共作詞・共作曲） - シライシ紗トリとの共作
- May J.
  - Shiny Sky（作曲）
- リア・ディゾン
  - LOVE SWEET CANDY（作曲）

### バンド・グループ
- RSP
- AFTERSCHOOL
  - Because of you (Japan Ver.)　（共作詞） - Mutsumiとの共作
  - End Of Loop（作詞）
- AKB48
  - アイスのくちづけ（作曲）
- 大国男児
  - Girlfriend（作曲）
- 東京女子流
  - 夕焼けハナビ（作曲）
  - Mine（作曲）
- 浪江女子発組合
  - なみえのわ（作詞）
  - あるけあるけ（作詞）
- BROWN SUGAR
  - TalktoMe（共作詞）- 本人との共作
  - Amanogawa（共作詞）- 本人との共作
- 茉奈 佳奈
  - あの日の扉（作曲）
  - ボクとキミとこの空と（作曲）
- 羊毛とおはな
  - ただいま、おかえり（作詞・作曲）

### アニメ・声優関係
（キャラクターソング含む）
※主題歌については、オープニングテーマをOP、エンディングテーマをEDと略記する。
- eyelis
  - 銀世界（作詞）-『赤髪の白雪姫』原作コミック15巻限定版DVD収録アニメのED
  - 僕は今（作詞）
  - ページ〜君と綴る物語〜（作詞）- TVアニメ『赤髪の白雪姫』第2クールED
- 井口裕香
  - キミのチカラ（作曲）
- 伊藤かな恵
  - ビギナードライバー（作詞）- ｢アニソンぷらす｣2012年8月度OP
- ELISA
  - STORY（共作詞・作曲） - 作詞は同事務所春和文との共作
  - for us（共作詞・作曲） - 作詞は本人（同事務所）との共作
- A.m.u. 
  - Tomorrow's Smile（作詞・作曲）- TVアニメ『異国迷路のクロワーゼ』第8話ED
- 大橋彩香
  - ヒトツニナリタイ（作曲）- TVアニメ『コメット・ルシファー』ED・イメージソング
- 坂本真綾
  - トピア（作曲）
- ChouCho
  - 木漏れ日色の記憶（作曲・編曲）
  - 空とキミのメッセージ（作曲・編曲） - TVアニメ『翠星のガルガンティア』ED
- 東山奈央
  - door（作詞） - TV『シュガーアップル・フェアリーテイル』第2クールED[2]
- 中島愛
  - パンプキンケーキ（作詞・作曲）
  - 忘れないよ。（作詞・作曲） - TVアニメ『輪廻のラグランジェ』ED
  - あの日の海（作詞・作曲）
  - 水槽（作曲）- TVアニメ『星合の空』OP
- 早見沙織
  - 夜明け寸前のシンフォニー（作詞・作曲） - TVアニメ『バクマン。』聖ビジュアル女学院合唱部 [亜豆美保(早見沙織)&聖美女隊] のキャラクターソング
  - 約束のリボン（作曲・編曲） - TVアニメ『機動戦士ガンダムAGE』ユリン・ルシェルのキャラクターソング
  - やさしい希望（作曲） - 早見沙織ソロデビュー楽曲、TVアニメ『赤髪の白雪姫』第1クールOP
  - Installation（共作曲）- 本人との共作
  - その声が地図になる（共作詞・共作曲）- 本人との共作、TVアニメ『赤髪の白雪姫』第2クールOP
  - NOTE（作詞・作曲）
  - To years letter（作曲）
  - where we are（作詞・作曲）
  - 星になって（作曲・編曲）
  - eve（作詞・作曲）
  - little forest（作詞・作曲・トランペット）
- あんこうチーム [西住みほ（渕上舞）、武部沙織（茅野愛衣）、五十鈴華（尾崎真実）、秋山優花里（中上育実）、冷泉麻子（井口裕香）]
  - Enter Enter MISSION!（共作曲）- 佐々木裕との共作（編曲は佐々木が担当）、TVアニメ『ガールズ&パンツァー』ED
- 五十鈴華（尾崎真実）
  - 咲いたはな（作詞・作曲・編曲） - TVアニメ『ガールズ&パンツァー』キャラクターソング
- 黒神めだか（豊崎愛生）
  - お花畑に連れてって（作詞・作曲）- TVアニメ『めだかボックス』第1期ED
- 入野自由
  - Lond!（作曲）
  - melody（作詞・作曲）